# 平安女学院大学短期大学部
平安女学院大学短期大学部（へいあんじょがくいんだいがくたんきだいがくぶ、英語: Heian Jogakuin (St. Agnes') College）は、大阪府高槻市南平台5丁目81-1に本部を置いていた日本の私立大学である。1950年に設置され、2022年に廃止された。大学の略称は平短（へいたん）。

## 概観

### 大学全体
- 平安女学院大学短期大学部は、大阪府高槻市南平台にある日本の私立短期大学。1950年に平安女学院短期大学として設置された。経営母体は学校法人平安女学院。平安女学院は日本で最初にセーラー服の制服を導入したと云われていた。1学年定員が740名の時期があったが、大学の開学により従来の4学科から1学科体制となり規模が縮小していた。

### 教育および研究
- 平安女学院大学短期大学部における教育
  - 保育科：保育のエキスパートを育てる学科で、「教育原理」・「保育原理」・「社会福祉」・「発達心理学」・「教育心理学」・「音楽」・「図画工作」などの科目ほか、附属幼稚園での「教育実習」も行われていた。

### 学風および特色
- 平安女学院大学短期大学部は1875年創設で日本聖公会系のエディ女学院が起源となっており、キリスト教の思想に基づいた教育が行なわれていた。
- 英語コミュニケーション学科学生による「英語まつり」なるイベントが催されていた。

## 沿革
- 1875年 エディ女学院が創設される。
- 1880年 校名をエディ女学院から照暗女学校に改名する。
- 1895年 校名を「平安女学院」に改名する。
- 1915年 高等女学校になる。聖三一幼稚園（現在の平安女学院大学附属こども園）が開園される。
- 1947年 平安女学院中学校が開校される。
- 1948年 平安女学院高等学校が開校される。
- 1950年 平安女学院短期大学が開学される。
  - 保育科
  - 英文科
- 1952年 基督教科を設置。
- 1959年 家政科増設。
- 1973年 基督教科をキリスト教科に名称変更。
- 1987年 京都府京都市上京区下立売通烏丸西入[1]から大阪府高槻市に移転。
- 1989年 家政科を専攻分離する。
  - 衣生活専攻
  - 食生活専攻
  - 住生活専攻
- 1994年 家政科を生活学科に改称。
- 2002年 名称を平安女学院大学短期大学部に変更する。
- 2021年　学生募集停止[2]。
- 2022年　廃止。

## 基礎データ

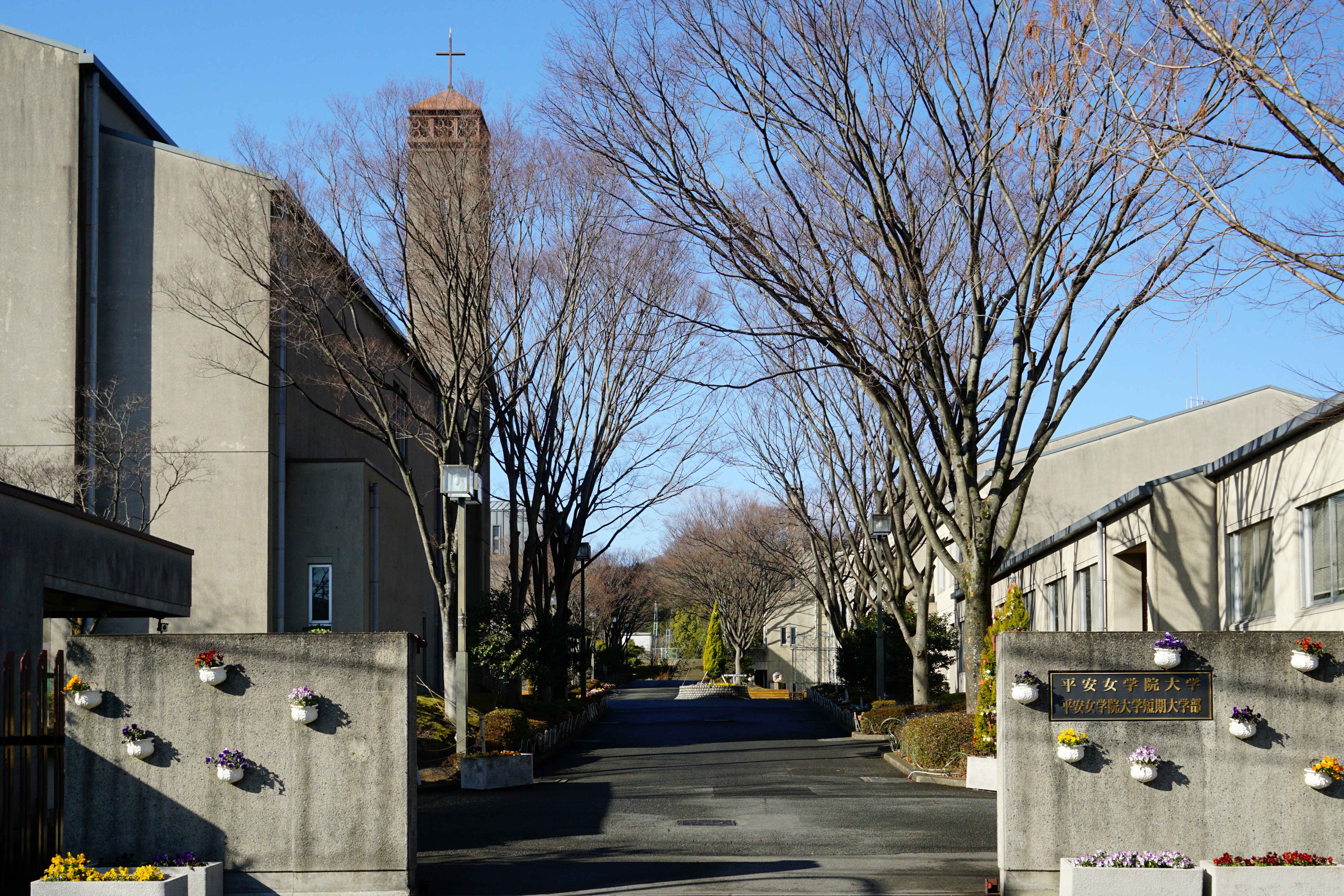
平安女学院高槻キャンパス

### 所在地
- 高槻キャンパス（大阪府高槻市南平台5-81-1）

### 交通アクセス
- JR京都線高槻駅より市バスを利用。

## 教育および研究

### 組織

#### 学科
- 保育科

##### 過去にあった学科
- 生活学科
  - 衣生活専攻
  - 食生活専攻
  - 住生活専攻
- キリスト教科：学生募集は2001年度まで
- 英語コミュニケーション学科

#### 専攻科
- なし

#### 別科
- なし

##### 取得資格について
資格
- 保育士：保育科にて取得できる。

受験資格
- 二級建築士：過去にあった生活学科住生活専攻にて設置されていた。

教職課程
- 幼稚園教諭二種免許状：保育科にて設置されている。
- 中学校教諭二種免許状が設置されていた。
  - 英語：2003年度の英語コミュニケーション学科入学生まで設置されていた。
  - 家庭：生活学科の前身である家政科にて設置されていた。
  - 宗教：過去のキリスト教科にて設置されていた時期があった。

#### 附属機関
- 幼児教育研究所

## 学生生活

### 部活動・クラブ活動・サークル活動
- 平安女学院大学短期大学部にあったクラブ活動
  - 体育系：バレーボール・バスケットボール・バドミントン・テニス・ソフトテニス・ダンス・和太鼓・卓球などがあった。
  - 文化系：手話・ハンドベル・クローバー（人形劇）・ちょこっとボランティア（ちょこボラ）・吹奏楽・幼児キャンプ・軽音楽などがあった。

### 学園祭
- 平安女学院大学短期大学部の学園祭は「平女祭」[3]と呼ばれ、2008年度は11月8日に行われた。

## 大学関係者と組織

### 大学関係者一覧

#### 大学関係者
- 上野千鶴子 - 元短期大学（現：短期大学部）専任講師（『セクシィギャルの大研究』は本学勤務の経験に基づく）

#### 出身者
- 小谷真生子
- 松原千明
- 八束澄子

## 施設

### 高槻キャンパス
- 図書館・教育研究所・学生センター・キリスト教センター・チャペル・学生食堂・人文棟などがあった。大学と共同使用されていた。

### 寮
- 平安女学院大学短期大学部の寮は「聖アグネス寮」と呼ばれた。

## 対外関係

### 他大学との協定

#### アメリカ
- ミルズ大学

#### オーストラリア
- アデレード大学
- サザン・クイーンズランド大学

#### ニュージーランド
- オークランド工科大学

#### 中国
- 上海外国語大学

#### 日本
- 大学コンソーシアム京都

### 系列校
- 平安女学院大学
- 平安女学院中学校・高等学校
- 平安女学院大学附属こども園

## 卒業後の進路について

### 就職について
- 保育科：在学中に取得した資格や免許を活かして幼稚園や保育所、施設など児童教育に携わる人が多かった。短期大学附属幼稚園で活躍する卒業生もいた。
- 英文科&英語コミュニケーション科：全日本空輸・りそな銀行・池田銀行・紀陽銀行・トヨタレンタリース・ダイハツ工業・京都トヨペット・プリンスホテルなど一般企業が多かった。
- 生活学科
  - 衣生活専攻：東レ・サンエー・インターナショナル・ワコール・オンワード樫山・コーセー・西川産業・近畿大阪銀行・滋賀銀行・近鉄百貨店など一般企業が多かった。
  - 食生活専攻：日清食品・伊藤ハム・ハウス食品・バイカルなど一般企業が多かった。
  - 住生活専攻：ミサワホーム・住友不動産・タカラスタンダード・クボタ・エプソン・オムロン・村田製作所・京都銀行など一般企業が多かった。
- キリスト教科：南都銀行・マックスファクター・三菱UFJ証券・日本生命保険などの一般企業ほか社会福祉協議会等の福祉関連に就いた人もみられる。

### 編入学・進学実績
系列の平安女学院大学以外では、以下の実績一例があった。
- 保育科
- 英文科&英語コミュニケーション科：京都精華大学・京都橘大学・四天王寺国際仏教大学・関西学院大学ほか
- 生活学科
  - 衣生活専攻：立命館大学・龍谷大学・関西大学ほか
  - 食生活専攻：大阪産業大学・大手前大学ほか
  - 住生活専攻：愛知産業大学ほか
- キリスト教科：立教大学・帝塚山学院大学・桃山学院大学ほか